# Stylogyne minutiflora
Stylogyne minutiflora är en viveväxtart som beskrevs av José Cuatrecasas. Stylogyne minutiflora ingår i släktet Stylogyne och familjen viveväxter. Inga underarter finns listade i Catalogue of Life.